# Graffilla buccinicola
Graffilla buccinicola är en plattmaskart som beskrevs av Jameson 1877. Graffilla buccinicola ingår i släktet Graffilla, och familjen Graffillidae. Arten är reproducerande i Sverige.